# Psammophilus blanfordanus
Psammophilus blanfordanus là một loài thằn lằn trong họ Agamidae. Loài này được Stoliczka mô tả khoa học đầu tiên năm 1871.

## Hình ảnh

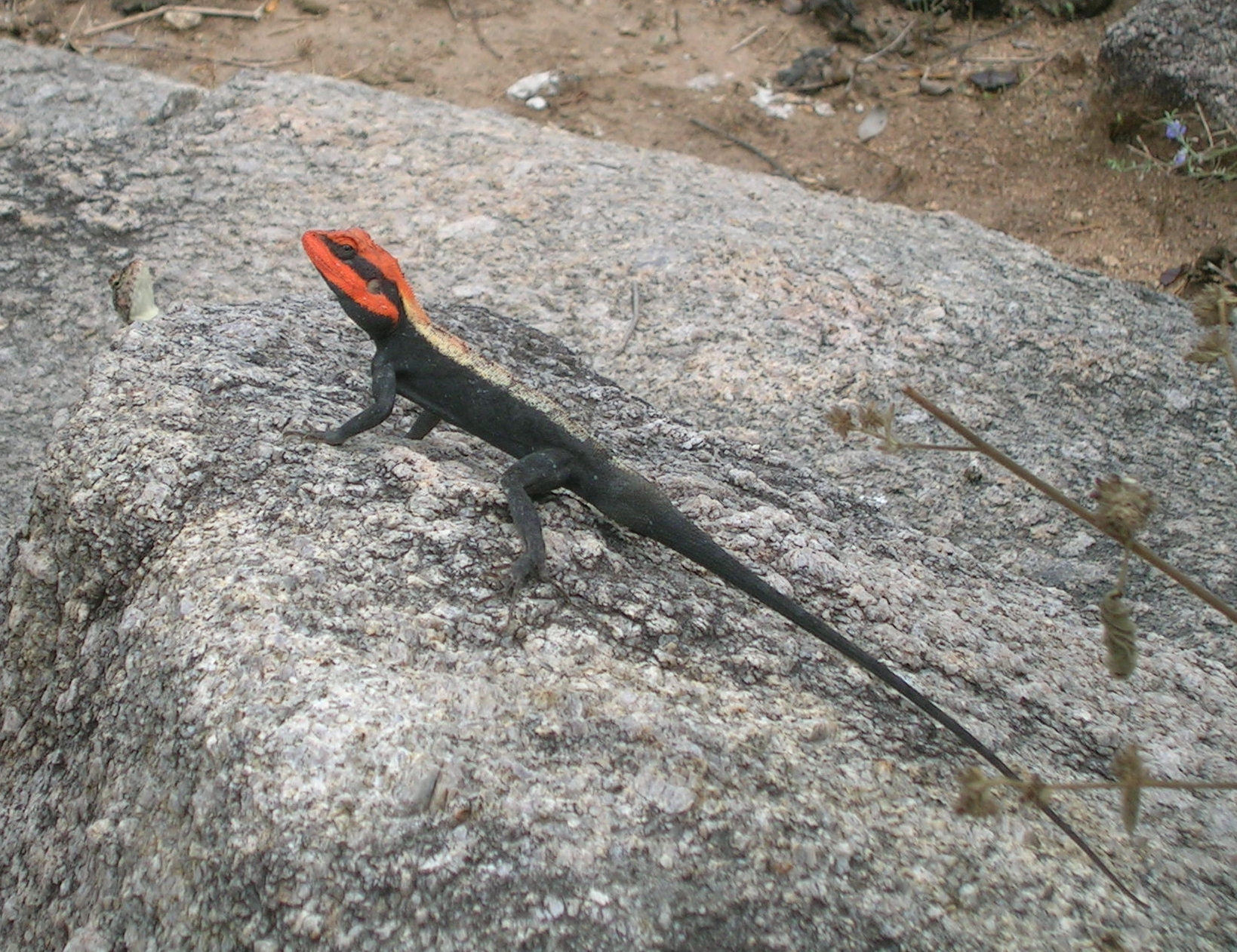
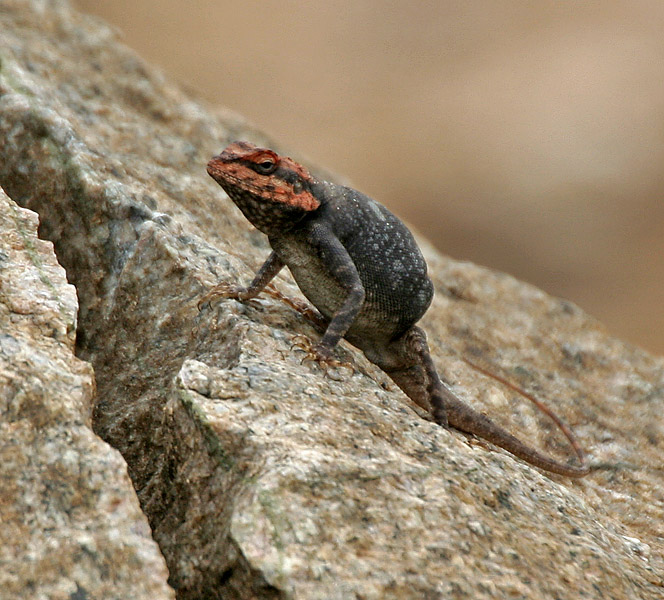